# Валентино Пулиезе
Валентино Пулиезе (на италиански: Valentino Pugliese) е швейцарски футболист, който играе на поста централен полузащитник. Състезател на Белинцона.

## Кариера
Пулиезе е играл за Вил, Шафхаузен и Киасо в Швейцарската чалъндж лига.

### Локомотив Пловдив
На 10 февруари 2020 г. Пулиезе подписва с Локомотив (Пловдив). Дебютира на 23 февруари при победата с 4:0 като домакин на Царско село.

### Царско село
На 18 януари 2022 г. Валентино се присъединява към отбора на Царско село. Дебютира на 20 февруари при загубата с 1:2 като домакин на Берое.

### Берое
На 8 юли 2022 г. швейцарецът е обявен за ново попълнение на старозагорския Берое. Прави дебюта си на 11 юли при победата с 2:1 като домакин на Ботев (Враца).

## Успехи
Локомотив (Пловдив)
- Купа на България (1): 2020
- Суперкупа на България (1): 2020